# Fala (canção de Secos e Molhados)
"Fala" é uma canção do Secos e Molhados escrita por João Ricardo e Luhli e a última faixa do primeiro álbum de 1973 do grupo. A canção recebeu contribuição de Zé Rodrix e seu teclado moog que, na versão relançada de CD, continua a tocar mesmo após a orquestra e os outros instrumentos cessarem.

## Regravações
- Ritchie regravou a canção em 2003 para o CD Assim Assado - Tributo ao Secos e Molhados em comemoração aos 30 anos do Secos e Molhados que contava com a participação de outros músicos. A versão de Ritchie foi usada na telenovela A Favorita em 2008-2009.
- Gottsha regravou a canção e sua versão foi usada na versão de 2010 da telenovela Tititi.

## Trilha Sonora
- 2008 - A Favorita
- 2010 - Tititi.
- 2017 - Os Dias eram Assim